# Мо Јен
Мо Јен (кин: 管谟业, право име Гуан Моје) кинески је књижевник и професор. Добитник је Нобелове награде за књижевност 2012. године. У образложењу Нобеловог комитета каже се да је „кроз спој фантастичног и стварног, историјске и друштвене перспективе Мо Јен створио свет који подсећа на онај из дела Фокнера и Маркеса, истовремено полазећи од традиције кинеске књижевности и усменог стваралаштва“.

## Биографија
Рођен је у провинцији Шандунг на истоку Кине, 1955. године, у породици сиромашног сељака. Са 11 година, кад је у Кини дошло до „културне револуције“, напустио је школу да би радио на селу, а са 18 година запослио се у фабрици памука. Године 1976, по укидању „културне револуције“, одлази да служи војни рок и објављује своје прве књижевне радове. Књижевну награду Часописа Кинеске ослободилачке војске добио је 1984. године и тада уписао Војну уметничку академију, када је узео псеудоним Мо Јен, који на кинеском значи „Не говори!“, и који је, по пишчевим речима, усвојио у годинама револуционарног политичког диктата јер су га отац и мајка често упозоравали да у друштву не говори много, да је боље да прећути оно што мисли. Магистрирао је књижевност на Универзитету у Пекингу 1991.
Карактеристично је за овог данас најчитанијег кинеског писца да је оставио за собом више од 500.000 карактера у својим оригиналним рукописима на традиционалном кинеском папиру, користећи само мастило и четкицу за писање, будући да радије пише романе руком него користећи пинјин правопис који се употребљава и на компјутерима, јер он, по његовим речима, „ограничава пишчев речник“. Ширу славу стекао је већ својим првим романом из 1986, „Приче о црвеном сирку“.
Маја 2024. Мо Јен је боравио у Београду, са Пекиншким народним уметничким позориштем. Театар је извео представу по његовој драми „Убица Ђинг Ке“.

## Одабрана дела
- „Киша пада на пролећно вече“ (1981)
- „Приче о црвеном сирку“ (1986)
- „Баладе о белом луку“ (1988)
- „Велика недра и широка бедра“ (1996)
- „Република Вина“ (2000)
- „Смрт на сандаловом коцу“ (2001)
- „Уморан од живота и смрти“ (2006)
- „Промена“ (2010)
- „Жабе“ (2011)